# Drummond Castle
Pour les articles homonymes, voir Drummond.
Le Drummond Castle est un paquebot lancé en 1881. Dans la nuit du 16 juin 1896, le paquebot Steamer Ship Drummond Castle sombrait en 15 minutes dans le passage du Fromveur, après avoir heurté une roche de la chaussée des Pierres Vertes, près de l'île d'Ouessant. Il n'y eut que 3 survivants sur les 361 personnes embarquées (248 passagers et 113 hommes d'équipage ou 244 personnes, dont 103 membres d'équipage et 141 passagers selon d'autres sources).

## Le naufrage
Parti du Cap de la colonie du Cap dans l'actuelle Afrique du Sud, le paquebot Drummond Castle avait effectué jusqu'alors un voyage sans encombre.
En cette soirée du 16 juin 1896, les passagers se préparaient pour un dîner marquant la dernière nuit à bord. Mais si la mer est calme et la température très plaisante, le commandant William Pierce est inquiet car un brouillard est tombé depuis plus de 24 heures et il ne peut situer avec précision la position de son navire. Il sait cependant qu'il se trouve au large de Brest, dans les parages des îles d'Ouessant et Molène et connaît la dangerosité des écueils environnants. Pierce a fait effectuer plusieurs sondages, ordonnant même une fois de stopper les machines afin d'en maximiser la précision. Sondage imprécis ou mauvaise reconnaissance d'un phare ? Toujours est-il que le commandant pense avoir doublé Ouessant et il donne l'ordre de faire route à l'est. Le Drummond Castle va alors tout droit vers la Chaussée des Pierres Vertes, ensemble de récifs au sud de l'île d'Ouessant.
Le paquebot va éventrer tout son tiers avant sur une roche qui n'émerge pas. Si le choc est ressenti violemment pour les quelques marins se trouvant à l'avant, il n'en est rien pour les passagers dont la plupart sont déjà couchés et qui apprennent, incrédules, qu'il faut se lever, s'habiller chaudement et se diriger vers les canots de sauvetage. Mais il y a déjà de l'eau jusqu'au pont et 15 minutes après le choc, le Drummond Castle sombre dans le Fromveur sans qu'aucun canot ne soit mis à l'eau.

## Les survivants
Le 17 juin au matin, pécheurs molénais et ouessantins sortent en mer pour relever casiers et filets. De leurs zones de pêche respectives, ils s'aperçoivent rapidement qu'un naufrage a eu lieu dans ces eaux. Deux barques parties plus tôt que les autres vont trouver les trois survivants : Joseph Berthelé d'Ouessant arrive à sauver un passager et Mathieu Masson de Molène avec son équipe ramènent deux membres d'équipage du paquebot, transis, mais en vie.
L'alerte est alors donnée. Les pêcheurs se mettent à rechercher des survivants. Le préfet maritime de Brest Édouard Barrera, prévenu par télégramme, envoie un patrouilleur militaire, aidé par le vapeur effectuant la liaison entre les îles et le continent. Pendant 48 heures, cette flottille cherche vainement des rescapés et ne ramène que des corps sans vie.
Plus de deux mois après le naufrage, dans un rayon de plus de 20 milles, la mer continue de rendre des corps : on en retrouve au Conquet, à Portsall...

En 1896, la méfiance et même parfois la haine envers les Anglais était très présente dans la population  française et particulièrement chez les Bretons. Mais face à un drame de mer, la nationalité des naufragés n'entre pas en compte chez les Molénais et les Ouessantins où la plupart des familles comptent un disparu en mer. L'aide va alors affluer des deux îles. Les trois rescapés sont réchauffés et nourris tandis que leurs infortunés compagnons reçoivent les derniers sacrements : on dresse des chapelles ardentes, les voiles de rechange servent de linceul, des cercueils sont confectionnés et une famille fait don d'habits de cérémonie afin qu'une fillette de 10 ans soit habillée dignement et enfin, tous les corps sont portés en terre.

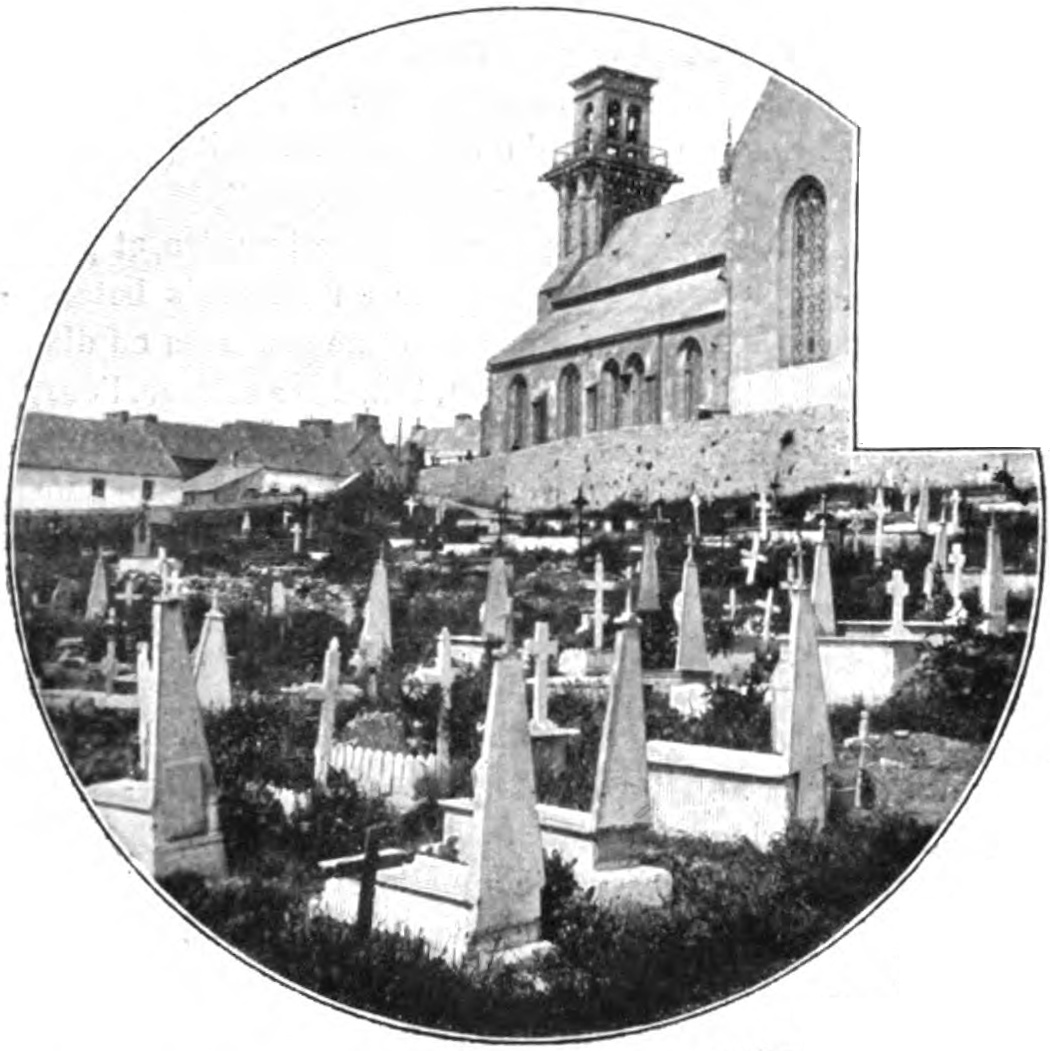
Le cimetière d'Ouessant, avec le clocher sans flèche.

Le drame fait la une du journal La Dépêche de Brest du 19 juin 1896.
Les mois suivants les visites officielles vont se succéder : représentants de la compagnie, parents des disparus...
Puis, en 1897, un ministre de la Reine Victoria effectue un voyage pour remercier au nom du Royaume-Uni tous les acteurs qui ont participé aux sauvetages, aux recherches et aux inhumations. Des médailles sont distribuées, dont notamment la décoration de chevalier commandeur de l'ordre royal de Victoria pour l'amiral Barrera. Les Ouessantins se voient offrir de plus le financement de la construction d'une flèche pour leur église. À Molène, c'est une citerne ainsi qu'une horloge pour le clocher qui sont offertes. Cette cérémonie aura également donné l'occasion de voir un bâtiment de la Royal Navy dans la rade de Brest.

## Le récit du naufrage par Paul Gruyer
Paul Gruyer raconte ainsi le naufrage dans son livre Ouessant, Enez Heussa, l'île de l'Epouvante publié en 1899 :

« Le paquebot anglais venait, on s'en souvient, du cap de Bonne-Espérance, allant vers Londres ; il portait 100 hommes d'équipage, 300 passagers. C'était la nuit ; on dansait pour fêter le dernier jour de traversée, valse au piano, champagne dans les verres, tailles enlacées. Le brouillard était intense ; mais qui donc y songeait, et dans quels effrayants parages on naviguait ? Le capitaine sans doute. Soudain, il y eût un frôlement imperceptible, quelque chose comme le quai d'un port qu'on aurait rasé, et, dans la minute immédiate, tout sombra, sans une clameur, sans un cri, sans un bruit.
» Le lendemain, m'a raconté Miniou, le patron du bateau-courrier, en venant vers Ouessant, je vis que la mer était couverte de débris et qu'un grand naufrage avait dû avoir lieu. Je prévins à mon arrivée dans l'île, et tout le monde mit les barques à la mer. L'on trouva, accroché à une poutre, blême et les bras raidis dans leur étreinte, un homme respirant encore, un nommé Macquar, qui depuis douze heures avait résisté au battement des flots ; un officier qui, toute la nuit, avait lutté comme lui, venait de couler quand on l'atteignit. Par lui seul, et par deux matelots recueillis à l'île Molène, près de laquelle, sur les rocs dits Les Pierres Vertes, le naufrage avait eu lieu, l'on put connaître les derniers moments du navire et la rapidité de l'engloutissement qui, de trois cents personnes, en laissait seulement trois vivantes. Macquar avait dû son salut à ce fait qu'il était par hasard, à cet instant, monté sur le pont. Et si cette fois tous périrent, du moins n'y eut-il pas la longue agonie de La Bourgogne, ses luttes vaines et leurs scènes d'horreur, plus épouvantables certes que la mort. Toutes les montres retrouvées plus tard sur les cadavres indiquaient la même heure, à onze heures et quart. Un seul groupe, composé de deux femmes et d'un homme attachés ensemble, montra qu'il y avait eu quelque tentative de rébellion inutile.
» La seule question qui n'ait jamais été éclaircie, c'est comment ce navire se trouvait là, car ce n'était point sa route ; elle était au large, en pleine mer, à plusieurs lieues. Jamais pilote ne va, pour son plaisir, passer entre Ouessant et la terre. Erreur singulière et déviation incompréhensible que le brouillard explique mal ; je n'ai pas trouvé un marin qui l'admette possible pour un homme de bon sens. L'opinion générale est qu'à bord on avait dû boire plus que de raison. L'ivrognerie est un vice très britannique et c'est, paraît-il, un usage coutumier aux navires anglais de vider à la fin de la traversée tout l'alcool qui reste ; l'on dansait et l'on buvait. Pour cette cause aussi il n'y a pas eu, sans doute, plus d'hommes d'équipage qui se sont sauvés.
» À mesure que l'on retrouvait les corps, ils étaient déposés dans une salle de magasin, avec un cierge et un crucifix pour chacun d'entre eux ; puis on les enveloppait dans un carré de toile à voiles car le bois est trop rare et trop cher pour tant de cercueils, et on les inhumait. Une partie repose à Ouessant, l'autre à Molène. Les habitants de ces deux îles furent admirables de dévouement pour rendre à tous leurs derniers devoirs ; la seule difficulté fut soulevée par le curé, de savoir s'ils devaient reposer en terre sainte, en terre catholique, alors que la plupart d'entre eux ne devaient être que des protestants. « Enterrez-les tous, monsieur le curé, lui fit-il répondu par quelqu'un, Dieu reconnaîtra les siens. »

## Le centenaire du naufrage
En 1996, le centenaire du naufrage du Drummond Castle est marqué à Ouessant et Molène. Représentants des États français et britannique étaient présents avec des descendants des rescapés. La reine Élisabeth II a offert aux Molénais un drapeau britannique, en signe d'amitié envers l'archipel et ses habitants.

## La redécouverte duDrummond Castle

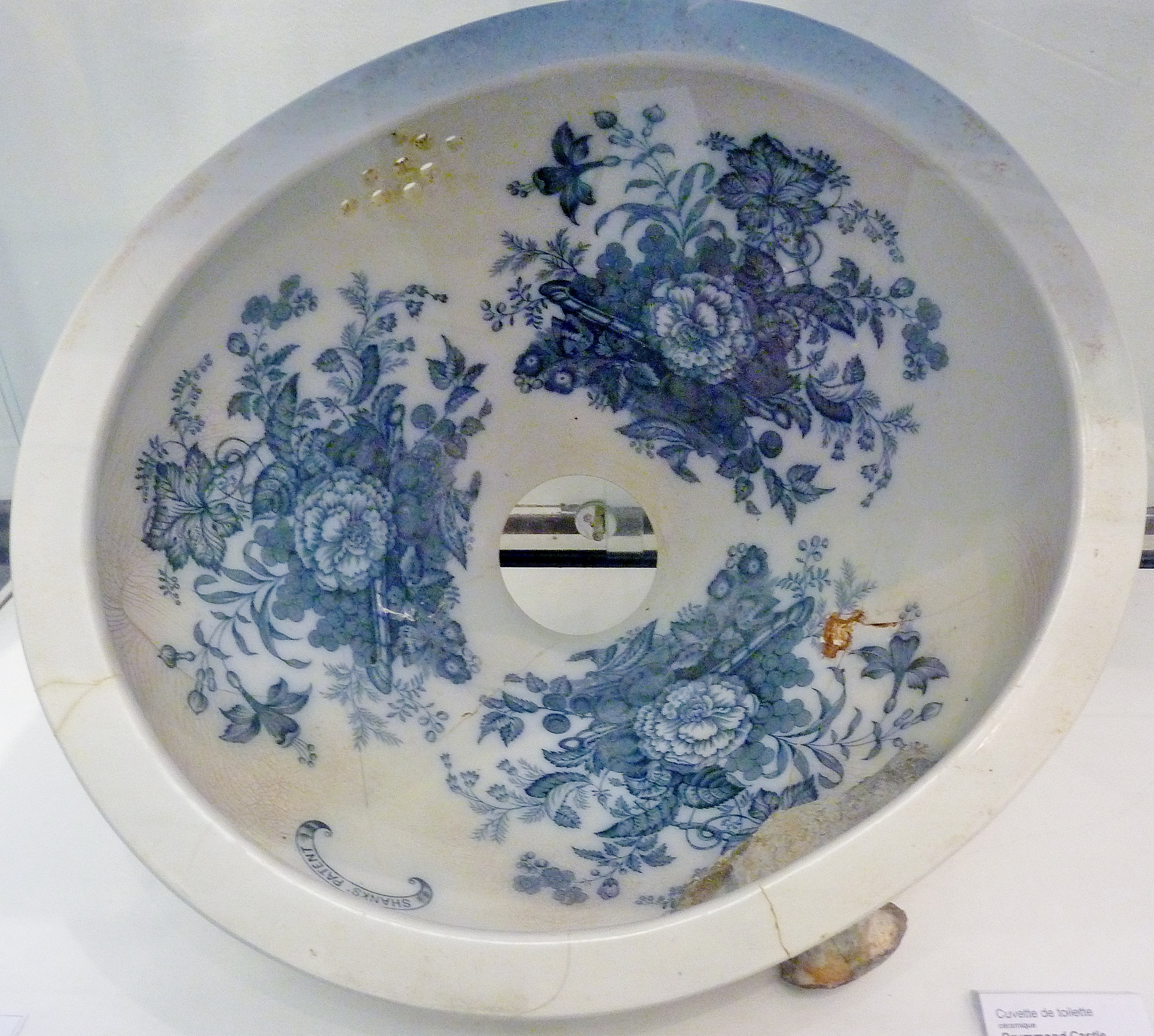
Cuvette de toilette du paquebot Drummond Castle naufragé le 16 juin 1896 près de Molène (Musée maritime du Cap-Sizun à Audierne).

Depuis le 16 juin 1896, le Drummond Castle repose dans le Fromveur, sur un fond de sable, à une profondeur de 65 mètres environ.
L'épave fut découverte dans les années 1930 par la société italienne spécialisée dans la récupération de cargaison et le démantèlement sur épaves, la Sorima. Pour accéder aux parties intéressantes des navires, les plongeurs de la Sorima avaient une technique éprouvée : ils dynamitaient les obstacles, attendaient que la visibilité redevienne correcte au fond puis ils récupéraient ce qu'ils étaient venus chercher. L'épave dut subir de grandes détériorations.
En 1979, l'épave fut redécouverte par un plongeur breton, Jean-Marie RETORNAZ, après de nombreuses recherches  infructueuses. De ses plongées, il remonta quelques objets (vaisselle principalement) qui sont exposés au musée du Drummond Castle à Molène.
L'épave du Drummond Castle est cassée et très ensablée même si la forme du bateau est encore reconnaissable. L'étrave remonte de 4 mètres environ et possède toujours ses deux écubiers. Le pont ainsi que la quasi-totalité des flancs du bateau se sont effondrés et disparaissent parfois sous le sable ; des guindeaux, un tas de chaînes concrétionné ou des hublots sont visibles. Aux deux tiers arrière, les trois chaudières d'environ 4 mètres de diamètre, grâce à leur épaisseur, résistent assez bien à la corrosion. Vers la poupe, des amas de tôle cachent l'arbre d'hélice, mais l'hélice quadripale est toujours présente.

## Livres
Le romancier Henri Queffélec a romancé ce drame dans Les Îles de la Miséricorde en 1974. (Les Romans des îles Éditions Omnibus — rééd. Ed. des Régionalismes, 2014, avec une préface d'Eric Auphan,  (ISBN 9782824000602)).
Le journaliste Tangi Quéméner a écrit Les Naufragés du bout du monde (Ed. Le Télégramme) où il relate l'histoire du Drummond Castle.
Henri de Noussane a également consacré un chapitre de son livre Les Grands Naufrages – Drames de mer à ce naufrage.